# Comité Paralímpico de Malaui
El Comité Paralímpico de Malaui es el comité paralímpico nacional que representa a Malaui. Esta organización es la responsable de las actividades deportivas paralímpicas en el país. Es miembro del Comité Paralímpico Internacional y del Comité Paralímpico Africano.